# Massedød af fisk i Oder 2022
I løbet af sommeren 2022 opstod en massedød af fisk i Oder med fisk, bævere, muslinger, krebsdyr og andet dyreliv. Over 100 tons af døde fisk blev fjernet fra den polske del af floden, og yderligere 35 tons fra den tyske del, hvilket skabte bekymring for, at vandet var blevet forgiftet.
Til at begynde med var årsagen ikke klar, teorier omfattede virkningerne af sommervarmen og en lavere vandstand på grund af den omfattende tørke samme år, reducerede iltniveauer i vandet på grund af varmen og næringsstofsbelastningen, en stigning i iltniveauet på grund af indførelsen af et oxidationsmiddel og forurening med kemikalier, herunder kviksølv, mesitylen, salte eller andet spildevand, samt muligheden for en algeopblomstring. Det blev senere fastslået, at massedøden sandsynligvis skyldtes en opblomstring af gulalgen Prymnesium parvum.
De polske myndigheder var langsomme til at reagere, hvilket forårsagede en skandale og resulterede i afskedigelse af embedsmænd med ansvar for vandforvaltning og miljøbeskyttelse. En belønning på 1 million zloty (ca. DKK 1,6 mio.), fra september 2023) blev tilbudt for information der kunne lede frem til mulige skyldige.

## Årsag
Tidligt var der mistanke om, at dødsfaldene skyldtes forgiftning med et ukendt giftigt stof. Vandprøver taget den 28. juli viste at kemikaliet mesitylen med stor sandsynlighed fandtes i vandet, selvom den polske regering hævdede, at det ikke var til stede på prøver taget efter 1. august.
Et tysk testlaboratorium fandt  spor af kviksølv i vandet. Ifølge Brandenburgs miljøminister, Axel Vogel, var tyske laboratorier nået frem til, at fiskedøden kan have været et resultat af store mængder salt i vandet.
Den polske regering rapporterede, at deres undersøgelser viste, at kviksølvforgiftning ikke kunne være årsagen til døden. Ifølge dem var det forårsaget af gulalger og sandsynligvis arten Prymnesium parvum, som foretrækker varmt salt, alkalisk vand.) Forskere ved Leibniz Institute for Freshwater Ecology and Inland Fisheries (IGB) fremsatte ligeledes en foreløbig hypotese om, at årsagen var opblomstring af gulalger.